# Abarth 1500 Biposto Coupé
De Abarth 1500 Biposto Coupé is een wagen van het Italiaanse automerk Abarth, ontworpen door Franco Scaglione die destijds voor het designbureau Bertone werkte. De wagen werd in 1952 voorgesteld op het Autosalon van Turijn en is gebaseerd op de Fiat 1400. De derde koplamp in het midden van de neus van de wagen maakte de Abarth 1500 zeer herkenbaar. 
Met zijn 1.4 liter-motor met 75 pk behaalde de Abarth 1500 een topsnelheid van 180 km/u. 